# 4 (число)
4 (четыре) — натуральное число, расположенное между числами 3 и 5.

## Представление
{\displaystyle 4_{10}=100_{2}=11_{3}=10_{4}=...} = IV (римские цифры).

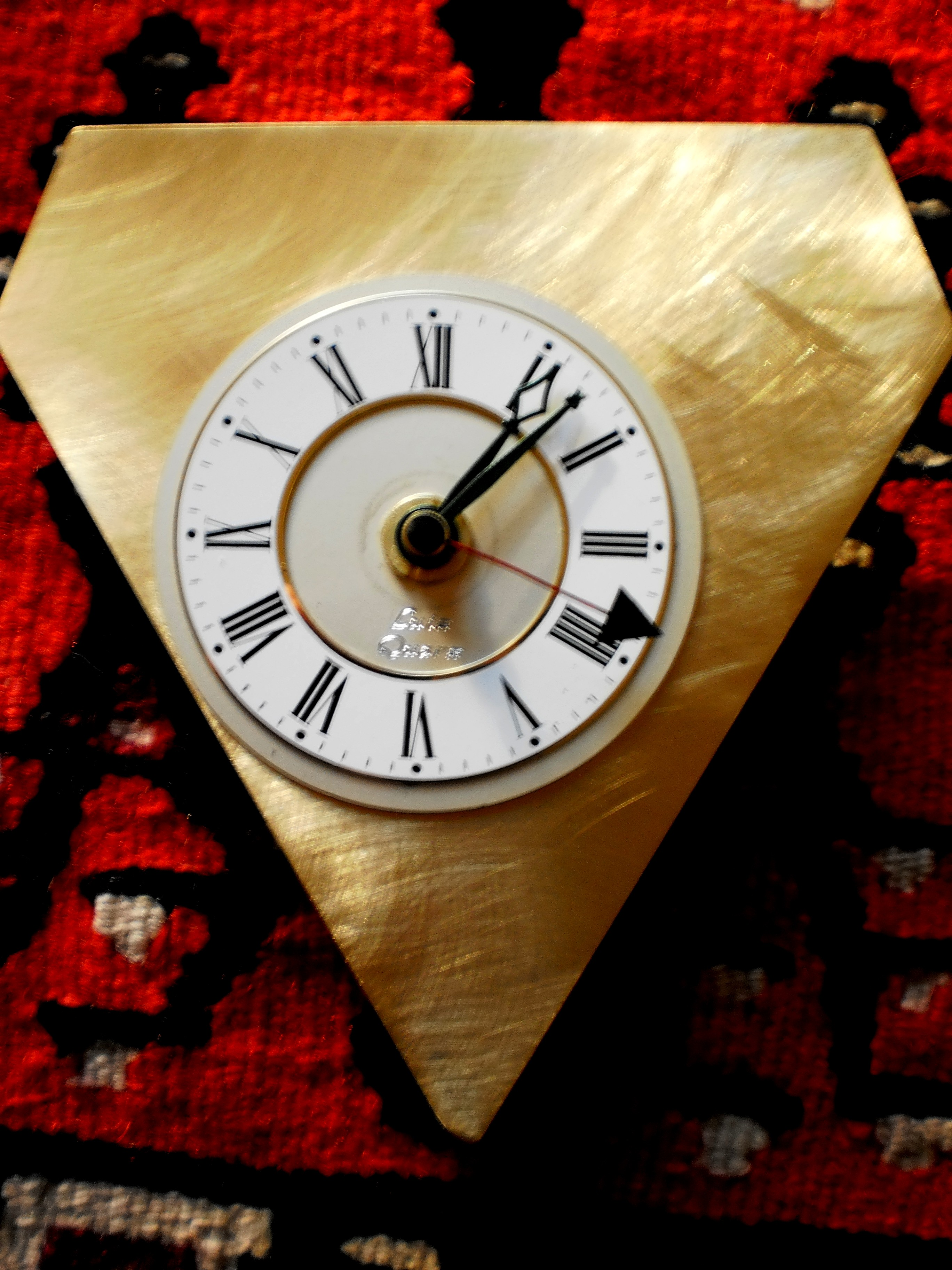
Современная стилизация старинных часов; обратите внимание, как представлена цифра 4

В средние века число 4 в римских цифрах часто обозначалось не IV, а IIII. Например, король Франции Людовик XIV требовал обозначать себя как «Людовика XIIII». Отголоском этого являются циферблаты часов с римскими цифрами, где по традиции ставят IIII.

## Свойства
- {\displaystyle 4=2+2=2\times 2=2^{2}} = 2↑↑2 = 2↑↑↑2 = …[2]
- Второе тетраэдрическое число.
- 24 = 42 = 16.
- Правильный тетраэдр — один из пяти правильных многогранников, имеющий 4 вершины и 4 треугольных грани.
- Второе триморфное число.
- 4 является суперсовершенным числом — числом n, таким, что σ(σ(n))=2n[3].
- Наименьшее полупростое число (4 = 2 · 2).
- Наименьшее число, представимое в виде суммы двух простых чисел (4 = 2 + 2).
- Единственное натуральное число, у которого наибольший собственный делитель равен факториалу наименьшего собственного делителя.
- Третье число Моцкина.
- Первое число Смита.
- 4 — одиозное число.

## Символизм

### В авраамических религиях
Число 4 указывает, прежде всего, на 4 стороны света и выступает в Библии повсюду, где говорится ο движении во все стороны:
- 4 притока райской реки (Быт. 2:10),
- 4 рога, символизирующие врагов Израиля, и 4 пильщика, усмиряющие этих врагов (Зах. 2:1 и сл.);
- 4 колесницы, означающие 4 небесных ангелов (Зах. 6:1 и сл.).

Сюда же относятся 4 духа с 4 лицами и 4 крылами у каждого в Иез. 1:5 и сл., как образ повсюду проявляющегося Божественного Промысла, а также и 4 тяжкие казни как символ полного всестороннего суда Божия. Из чисел, кратных четырём, важную роль играет число 40.
Число 4 сохранило своё значение и в талмудической литературе: 4 постановления ο субботнем отдыхе, ο жертвенном культе, 4 рода клятв (Шеб., I, 1); 4 отрывка из Пятикнижия помещаются в филактериях; 4 бокала вина выпиваются в пасхальной затрапезной вечере.

### В буддизме
В буддизме число 4 символизирует Четыре благородные истины, предложенные Буддой в качестве инструмента познания мира и благородного пути спасения.
Кроме того, в буддийской логике имеется понятие чатушкотика (чатуш — здесь «четыре»), связанное с возможным рассмотрением альтернативных мнений в четырёх вариантах (тетралогика):
1. Нечто существует.
2. Нечто не существует.
3. Нечто и существует и не существует одновременно.
4. Нечто нельзя рассматривать ни как существующее, ни как несуществующее.

Понятие чатушкотика было известно индийской логике и ранее, но наиболее полное развитие получило в работах индийских буддийских логиков в VII—VIII вв. н. э.